# Sciades longicollis
Sciades longicollis är en skalbaggsart som först beskrevs av Stefan von Breuning och Nobuo Ohbayashi 1964.  Sciades longicollis ingår i släktet Sciades och familjen långhorningar. Inga underarter finns listade i Catalogue of Life.